# Stieg Larsson
Karl Stig-Erland «Stieg» Larsson (Skelleftehamn, Västerbotten; 15 de agosto de 1954-Estocolmo; 9 de noviembre de 2004) fue un escritor, periodista y activista de extrema izquierda sueco. Es conocido por escribir la trilogía de novelas policiacas Millennium, que se publicaron póstumamente a partir de 2005, después de que muriera repentinamente de un ataque cardíaco.

## Biografía
Larsson creció en el campo con sus abuelos, en el pequeño municipio de Norsjö, unos 100 km al norte de Umeå, que aparece en un capítulo de Los hombres que no amaban a las mujeres. Con nueve años falleció su abuelo (1962) y volvió a Umeå.
Insomne desde su adolescencia, dedicaba noches enteras a redactar en una máquina de escribir que le regalaron a los 12 años; no dejaba dormir a nadie y lo mandaron al garaje. Con 14 años y estando de camping, fue testigo de cómo sus amigos violaban a una chica; días después se cruzó con ella por la calle y se acercó a excusarse por no haberlo evitado, pero ella lo rechazó; siempre se sintió culpable. Eso lo marcó y desde entonces fue un feminista convencido.
Más tarde, Stieg trabajó de lavaplatos en distintos restaurantes de la ciudad y en una fábrica de papel. Viajó dos veces a África con el dinero que iba ahorrando. Entre 1977 y 1999 trabajó como diseñador gráfico para la agencia de noticias Tidningarnas Telegrambyrå (TT).
Fue uno de los impulsores de las protestas contra la Guerra de Vietnam en la ciudad. Durante una de las manifestaciones conoció a Eva Gabrielsson, su pareja. Militó en la trotskista Kommunistiska Arbetareförbundet (Liga Comunista de Trabajadores - Cuarta Internacional Secretariado Unificado). Profundamente comprometido en la lucha contra el racismo y la ultraderecha antidemocrática, participó a mediados de los años 1980 en la fundación del proyecto antiviolencia Stop the Racism. En 1995 fue uno de los promotores de la Fundación Expo, dedicada a "estudiar y cartografiar las tendencias antidemocráticas, de extrema derecha y racistas en la sociedad". Desde 1999 fue director de la revista de la fundación, también llamada Expo. Empezaron con la revista en 1995 cuando siete personas fueron asesinadas por nazis. Él trabajaba de noche para intentar que todo siguiera funcionando, pero según el mismo Larsson, no recibieron ningún apoyo de la sociedad, y en 1998 la revista se vino abajo. Se reorganizaron con una nueva gestión en 2001. Escribió varios libros de investigación periodística acerca de los grupos nazis de su país y de las conexiones entre la extrema derecha y el poder político y financiero. Amenazado por la ultraderecha, no quiso casarse con su pareja, la arquitecta Eva Gabrielsson, para que su nombre no constara en ningún registro oficial (un compañero periodista suyo fue asesinado con un coche-bomba).
Larsson sentía también un gran interés por la ciencia ficción; presidía la sociedad escandinava de este género. Muy trabajador, fumador compulsivo (consumía tres paquetes de tabaco al día), bebedor asiduo de café, aquejado de insomnio y amante de la comida basura, su corazón acabó afectado por este modo de vida y falleció de un infarto hora y media después de ser trasladado al hospital, muy cercano a la redacción de Expo, tras haber subido los siete pisos andando debido a una avería del ascensor y manifestar que se encontraba mal.

### La herencia de Stieg Larsson
El legado de Stieg Larsson ha provocado un enfrentamiento entre su compañera sentimental Eva Gabrielsson, por un lado, y el padre y el hermano del escritor (Erland y Joakim, respectivamente), por otro. Son estos quienes han recibido la millonaria herencia, que incluye todos los derechos de sus obras, así como la manera de gestionar lo que dejó escrito. Sin embargo, Gabrielsson cree que es ella quien debería tener el control al ser la persona que mejor le conocía; Larsson abandonó el hogar familiar a los 18 años y desde entonces vivió con Gabrielsson, sin mantener apenas contacto con su padre y hermano.
Erland y Joakim ofrecieron a Gabrielsson un acuerdo por el que le daban 20 millones de coronas suecas y la tercera parte de los derechos de autor, aunque esta oferta fue finalmente rechazada por la viuda.
En una entrevista para el diario italiano La Stampa, publicada el 7 de febrero de 2010, Gabrielsson desmintió las afirmaciones del colega de Larsson, Kurdo Baksi, y del que fuera su jefe durante años en la agencia de noticias sueca TT, Anders Hellberg, quienes levantaron gran polémica en Suecia al asegurar que otra persona escribió los libros. Gabrielsson afirmó que ella es arquitecta y que "durante un cierto período coleccionó informes y estudios sobre los barrios y los edificios de Estocolmo" de los que el escritor se sirvió para ambientar sus novelas. "No necesitaba ningún tipo de ayuda para escribir. Cuando se sentaba ante el ordenador, tenía las ideas muy claras y escribía muy rápido, mientras que yo soy muy lenta", afirmó.

## La sagaMillennium
Larsson comenzó a escribir novelas policíacas por las noches, como diversión, en el año 2001. En un primer momento, se planteó, junto con el periodista Kenneth A., de la agencia de noticias TT, escribir una historia sobre los personajes Hernández y Fernández, de Las aventuras de Tintín. Más tarde se propuso imaginar cómo se desenvolvería en la sociedad actual la célebre Pippi Calzaslargas, creada por la escritora sueca Astrid Lindgren. Así creó a uno de los protagonistas de sus ficciones, la investigadora Lisbeth Salander. Como contrapunto, creó a otro personaje más equilibrado, el periodista de investigación Mikael Blomkvist (cuyo nombre evoca también el de otro personaje de Lindgren, el niño detective Kalle Blomkvist). A partir de ahí creó el resto de los personajes de la denominada saga Millennium, por el nombre de la revista en que trabaja Blomkvist.

### Secuelas
En diciembre de 2013 la editorial sueca Norstedts contrató al periodista y escritor David Lagercrantz para continuar la saga. Se publicaron tres novelas, que no están basadas en los borradores inconclusos de Stieg Larsson: Lo que no mata te hace más fuerte (Det som inte dödar oss, 2015),  El hombre que perseguía su sombra (Mannen som sökte sin skugga, 2017) y La chica que vivió dos veces (Hon som måste dö, 2019).

## Fallecimiento
Stieg Larsson falleció en 2004, a los 50 años, de un ataque al corazón, días después de haber entregado a su editor el tercer volumen de la saga, La reina en el palacio de las corrientes de aire, y poco antes de que se publicara el primero (Los hombres que no amaban a las mujeres). No llegó a ver publicada la obra que le llevaría a la fama, y su temprana muerte truncó el plan de continuar la saga, como algunos de sus allegados afirman. Su compañera sentimental durante 32 años, la arquitecta sueca Eva Gabrielsson, asegura que cuando Larsson falleció ya había comenzado a escribir la cuarta novela de la saga.

## Legado
Una página web francesa muy influyente (www.evene.fr) calificó a Larsson de «figura legendaria, cuyo extraordinario genio literario ha creado una de las obras literarias más importantes del siglo XXI... Las tres novelas de "Millenium" constituyen un auténtico fresco de la sociedad moderna que no puede compararse a lo que ningún escritor de novela criminal ha hecho nunca antes». Sin embargo, la novelista de misterio Donna Leon afirmó que en Millennium sólo hay maldad e injusticia y algo de cierto encierran sus palabras. Suecia aparece en estas novelas, según Mario Vargas Llosa, como «una sucursal del infierno, donde los jueces prevarican, los psiquiatras torturan, los policías y espías delinquen, los políticos mienten, los empresarios estafan y las instituciones en general parecen presa de una pandemia de corrupción de proporciones fujimoristas». Hay fallos estructurales y su estilo no es el mejor, pese a lo cual el novelista peruano afirma que esta obra perdurará porque se trata de ficción de la más amena, con unos personajes perfectamente definidos, que, según él, es lo que importa.
En 2009 se estrenó una adaptación cinematográfica de la primera novela de la saga, dirigida por Niels Arden Oplev, con los actores suecos Michael Nyqvist y Noomi Rapace en los papeles protagonistas. Män som hatar kvinnor, de más de dos horas de duración, se estrenó el 27 de febrero de 2009 en Suecia y Dinamarca.
La primera película, que cosechó un notable éxito de taquilla, propició el estreno de las películas Flickan som lekte med elden y Luftslottet som sprängdes, adaptaciones dirigidas por Daniel Alfredson, con los actores suecos repitiendo como protagonistas.
The Girl with the Dragon Tattoo, basada en el primer libro, fue estrenada en 2011, dirigida por David Fincher y protagonizada por Daniel Craig, Rooney Mara y Christopher Plummer. La película ganó un Premio Óscar por Mejor Montaje, además de ser nominada en la categorías de Mejor Actriz (Rooney Mara), Mejor Fotografía, Mejor Mezcla de Sonido y Mejor Edición de Sonido.

## Obras

### Colecciones de artículos
- 1991, Extremhögern (con Anna Lena Lodenius).
- 2000, Överleva deadline – handbok för hotade journalister.
- 2001, Sverigedemokraterna : den nationella rörelsen (con Mikael Ekman).
- 2004, Debatten om hedersmord : feminism eller rasism (con Cecilia Englund).
- 2004, Sverigedemokraterna från insidan (con Richard Slätt, María Blomquist, David Lagerlöf y otros).
- 2011, La voz y la furia (En annan sida av Stieg Larsson, traducido literalmente como Al otro lado de Stieg Larsson). Selección póstuma de 25 textos sobre la extrema derecha, el racismo y el maltrato a las mujeres, reunidos por Daniel Poohl, director de la revista Expo.[14] El libro fue traducido al español por Martin Lexell y Juan José Ortega Román y publicado por la editorial Destino en 2011. ISBN 978-84-233-4491-8.

### Reporte de investigación
- 2002, National Analytical Study on Racist Violence and Crime (con Nanna Holst).

### Novelas
- 2005, Los hombres que no amaban a las mujeres (Män som hatar kvinnor), ed. Destino, 2008. ISBN 978-84-233-4044-6.
- 2006, La chica que soñaba con una cerilla y un bidón de gasolina (Flickan som lekte med elden), ed. Destino, 2008. ISBN 978-84-233-4100-9.
- 2007, La reina en el palacio de las corrientes de aire (Luftslottet som sprängdes), ed. Destino, 2009. ISBN 978-84-233-4161-0.[15][16]

### Periódicos
- 1999-2002, Svartvitt med Expo.
- 2002-2004, Expo.